# 아르드노르 그뷔드욘센
아르드노르 그뷔드욘센(아이슬란드어: Arnór Guðjohnsen, 1961년 4월 30일, 레이캬비크 ~)는 아이슬란드의 전 축구 선수로, 선수 시절에 RSC 안데를레흐트에서 가장 뛰어난 활약을 펼치며, 벨기에 주필러 리그 1986-87 시즌 득점왕을 차지한 바 있다. 그는 은퇴한 축구 선수 에이뒤르 그뷔드욘센의 아버지이다.
아르드노르는 1978년, 선수 생활을 시작했으며, 아이슬란드 랜드스반카데일딘의 비킹귀르, 발루르, 스탸르난, 벨기에 주필러 리그의 KSC 로케런, RSC 안데를레흐트, 프랑스 르샹피오나의 FC 지롱댕 드 보르도, 스웨덴의 BK 헤켄과 외레브로 SK에서 활약하였다.
아이슬란드 축구 국가대표팀에는 1979년 데뷔하였으며, 1996년 4월, 아이슬란드와 에스토니아와의 경기에서, 아르드노르-에이뒤르 그뷔드요흔센 부자는 아이슬란드 대표팀에서는 유일하게 아버지와 아들이 같은 경기에 출전해 화제를 모았다. 이런 일은 1961년생인 아르드노르가 1978년, 17세의 젊은 나이에 에이뒤르를 낳았기에 가능한 일이었다. 전반은 아버지 아르드노르가, 후반에는 아들 에이뒤르가 투입되었으며, 경기는 아르드노르가 골을 넣은 아이슬란드가 승리하였다.
아르드노르는 1997년, 리히텐슈타인과의 경기를 마지막으로 은퇴하였고, 아이슬란드 대표팀에서 총 73경기에 출전해 14골을 넣었다.